# Фадейкино
Фаде́йкино (рос. Фадейкино, марій. Элнеттӱр) — присілок у складі Моркинського району Марій Ел, Росія. Входить до складу Моркинського міського поселення.

## Населення
Населення — 188 осіб (2010; 200 у 2002).
Національний склад (станом на 2002 рік):
- лучні марійці — 99 %